# We could be heroes
We could be heroes er en dansk dokumentarfilm fra 2018 instrueret af Hind Bensari.

## Handling
Da Azzedine Nouiri kommer hjem til Marokko fra De Paralympiske Lege i London med en guldmedalje og en verdensrekord i kuglestød, tror han, at hans liv vil ændre sig, og at han endelig vil have midler til at skabe sig en lys fremtid og brødføde sin familie. Imidlertid bliver han hurtigt glemt, og han har ingen ret til løn eller sociale ydelser og har endda ikke ret til at træne på hjembyens atletikstadion.
Men samtidig bliver han symbolet for succes for Youssef Quaddali, en fysisk og psykisk handicappet analfabet, der lever isoleret og gerne vil ud at se verden. Azzedine tager Youssef under sine vinger med det formål at gøre dem begge klar til De Paralympiske Lege i Rio de Janeiro i 2016 . Dette usædvanlige pars rejse ender med at være mindre om sport og mere om smerterne og glæderne i deres kamp for at være mænd i et samfund, der ikke er interesseret i dem, der er anderledes.

## Medvirkende
- Azzedine Nouiri, Atlet
- Youssef Quaddali, Atlet